# Raoul and the Kings of Spain (Tears for Fears album)
Raoul and the Kings of Spain er det femte studioalbum af det britiske orkester Tears For Fears - det andet uden medstifter Curt Smith ombord. Det udkom på selskabet Epic Records d. 10. oktober 1995.

## Spor
1. "Raoul and the Kings of Spain" - (05:15)
2. "Falling Down" - (04:55)
3. "Secrets" - (04:41)
4. "God's Mistake" - (03:47)
5. "Sketches of Pain" - (04:20)
6. "Los Reyes Catolicos" - (01:44)
7. "Sorry" - (04:48)
8. "Humdrum and Humble" - (04:10)
9. "I Choose You" - (03:25)
10. "Don't Drink the Water" - (04:50)
11. "Me and My Big Ideas" - (04:32)
12. "Los Reyes Catolicos (reprise)" - (03:43)